# Ehud Racabi
Ehud Racabi (hebr.: אהוד רצאבי, ang.: Ehud Rassabi, ur. 30 lipca 1953 w Tel Awiwie) – izraelski księgowy i polityk, w latach 2003–2006 poseł do Knesetu.

## Życiorys
Urodził się 30 lipca 1953 w Tel Awiwie.
Służbę wojskową, którą odbywał w lotnictwie zakończył w stopniu porucznika. Ukończył studia z zakresu księgowości na Uniwersytecie Telawiwskim. Pracował jako księgowy.
W wyborach parlamentarnych w 2003 po raz pierwszy i jedyny dostał się do izraelskiego parlamentu z listy Szinui. W szesnastym Knesecie przewodniczył podkomisji ds. podatków i zaawansowanych tecnologii i zasiadał w komisjach kontroli państwa; nauki i technologii; ds. zagranicznych pracowników; pracy, opieki społecznej i zdrowia oraz finansów. W 2006 utracił miejsce w parlamencie.